# دیوید براون (بازیکن فوتبال، زاده ۱۹۷۸)
دیوید براون (انگلیسی: David Brown؛ زادهٔ ۲ اکتبر ۱۹۷۸) بازیکن فوتبال در پست مهاجم اهل انگلستان است.

## باشگاهی
از باشگاه‌هایی که در آن بازی کرده‌است می‌توان به باشگاه فوتبال تورکی یونایتد، باشگاه فوتبال آکرینگتون استنلی، باشگاه فوتبال نورتویچ ویکتوریا، باشگاه فوتبال فارست گرین راورز، باشگاه فوتبال منچستر یونایتد، باشگاه فوتبال رکسهام، باشگاه فوتبال بارو، باشگاه فوتبال تلفورد یونایتد، باشگاه فوتبال بارتون آلبیون و باشگاه فوتبال هال سیتی اشاره کرد.